# ويليام ميلارد
ويليام ميلارد (بالإنجليزية: William Millard)‏ (25 مايو 1856 في المملكة المتحدة - 20 يوليو 1923 في المملكة المتحدة) هو لاعب كريكت بريطاني (وحمل سابقاً جنسية المملكة المتحدة لبريطانيا العظمى وأيرلندا). لعب مع نادي مقاطعة ساسكس للكركيت ‏.

## وصلات خارجية
- ويليام ميلارد على موقع إي آس بي آن كريك إنفو (الإنجليزية)